# Synagoga w Malborku
Synagoga w Malborku (niem. Synagoge in Marienburg) – nieistniejąca synagoga, która znajdowała się w Malborku przy ulicy 17 Marca, za czasów niemieckich noszącej nazwę Schulgasse, pomiędzy budynkiem Urzędu Pocztowego a Szkołą Muzyczną.

## Historia
Synagoga została zbudowana w latach 1897–1898 według projektu Carla Lübke'go na terenie dawnych fortyfikacji, poza obrębem dawnych murów obronnych. Wzniesiono ją przy wykorzystaniu produkcji miejscowych cegielni. Koszt budowy wyniósł 40 000 marek.
Ceremonia otwarcia odbyła się w południe 30 sierpnia 1898 roku. Wśród licznie zgromadzonych uczestników uroczystości byli m.in.: przedstawiciel rządu starosta von Glasenapp, budowniczy Carl Lübke, rabin dr Blumenthal z Gdańska, rabin dr Silberstein z Elbląga oraz przewodniczący malborskiej gminy żydowskiej dr Pinkus. Otwarcia drzwi synagogi kluczem wręczonym przez pannę Metę Hammerstein dokonał osobiście starosta von Glasenapp. Budynek, jak na owe czasy, był dobrze zabezpieczony na wypadek pożaru.
Podczas nocy kryształowej z 9 na 10 listopada 1938 roku, bojówki hitlerowskie spaliły synagogę. Po zakończeniu II wojny światowej nie została odbudowana. Obecnie przez jej teren przebiega Aleja Rodła.

## Architektura

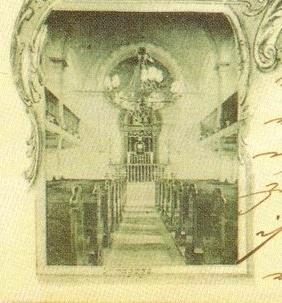
Wnętrze synagogi

Murowany budynek synagogi w stylu mauretańskim wzniesiono na planie prostokąta z frontem szerszym od korpusu głównego. Front nakryty był trzema wieżami. Wieża środkowa była wyższa od skrajnych, zwieńczona ośmioboczną glorietą i nakryta kopułą o przekroju łuku podkowiastego. Wieże boczne również zwieńczone były glorietami z trójkątnymi arkadami, zwieńczone kopułami ozdobionymi ornamentem geometrycznym.
Do wnętrza prowadziły trzy portale zamknięte podkowiastym łukiem wspartym na dwóch kolumnach. Przez środkowy, nad którym znajdowała się rozeta przechodziło się do przedsionka, a stąd do szatni i do głównej sali modlitewnej. Z kolei z bocznych portali prowadziły schody na galerie dla kobiet. Do ściany zachodniej przylegała apsyda, której sufit od wewnątrz zdobiły gwiazdki na niebieskim tle, które miały symbolizować niebo.
Do dziś zachowały się tylko dwa przekazy ikonograficzne przedstawiające wnętrze synagogi i to na ich podstawie można określić jej wygląd. Prostokątną główną salę modlitewną otaczały z trzech drewniane galerie dla kobiet, wsparte na rzędzie kolumn, które prawdopodobnie miały głowice w stylu mauretańskim. Na ścianie wschodniej, w apsydzie znajdował się aron ha-kodesz w formie łuku o koronkowym wykroju. Przed arką stała bima, otoczona drewnianą balustradą.

## Galeria

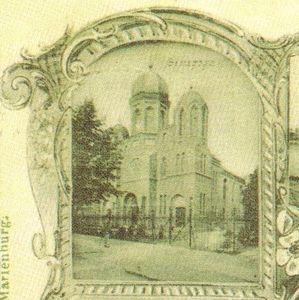
Synagoga
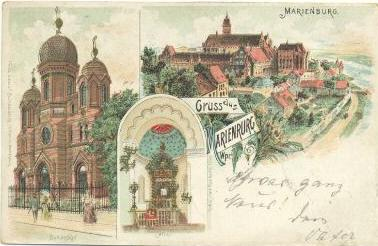
Synagoga
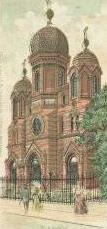
Synagoga
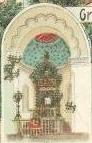
Aron ha-kodesz